# Марк Романек
Марк Романек (англ. Mark Romanek; нар. 18 вересня 1959, Чикаго, Іллінойс, США) — американський режисер, кліпмейкер.

## Фільмографія
- Static (1985)
- Фото за годину (2002)
- Не відпускай мене (2010)

## Список відеокліпів
- «Buzz» Pop's Cool Love
- «Sweet Bird of Truth», The The (1986)
- «Madonna Of The Wasps» Robyn Hitchcock & The Egyptians (1989)
- «One Long Pair Of Eyes» Robyn Hitchcock & The Egyptians (1989)
- «You Don't Have to Worry», En Vogue (1990)
- «Ring Ring Ring (Ha Ha Hey)», De La Soul (1991)
- «Love Conquers All», American Broadcasting Company (1991)
- «Wicked As It Seems», Кіт Річардс (1992)
- «Moira Jane's Cafe», Definition Of Sound (1992)
- «Constant Craving», k.d. lang (1992)
- «Free Your Mind», En Vogue (1992)
- «Are You Gonna Go My Way», Ленні Кравіц (1993)
- «Jump They Say», Девід Боуї (1993)
- «Black Tie White Noise», Девід Боуї (1993)
- «Rain», Мадонна (1993)
- «Is There Any Love In Your Heart», Ленні Кравіц (1993)
- «Beside You» Іггі Поп (1994)
- «Closer», Nine Inch Nails (1994)
- «Cold Beverage», G. Love & Special Sauce (1994)
- «Bedtime Story», Мадонна (1995)
- «Strange Currencies», R.E.M. (1995)
- «Scream», Майкл Джексон & Джанет Джексон (1995)
- «Little Trouble Girl», Sonic Youth (1996)
- «Novocaine for the Soul», Eels[en] (1996)
- «El Scorcho», Weezer (1996)
- «Devils Haircut» Бек (1996)
- «The Perfect Drug», Nine Inch Nails (1997)
- «Criminal», Фіона Еппл (1997)
- «Got 'Til It's Gone», Джанет Джексон (1997)
- «If You Can't Say No», Ленні Кравіц (1998)
- «Do Something», Мейсі Грей (1999)
- «I Try», Мейсі Грей (1999)
- «Sleepwalker», The Wallflowers (2000)
- «God Gave Me Everything», Мік Джаггер (2001)
- «Hella Good», No Doubt (2002)
- «Cochise», Audioslave (2002)
- «Hurt», Джонні Кеш (2002)
- «Can't Stop», Red Hot Chili Peppers (2003)
- «Faint», Linkin Park (2003)
- «99 Problems», Jay-Z (2004)
- «Speed of Sound», Coldplay (2005)